# Winden (Altmannstein)
Winden ([ˈvɪndn̩] ) ist ein Gemeindeteil des Marktes Altmannstein im oberbayerischen Landkreis Eichstätt.

## Lage
Das Kirchdorf liegt auf der Hochfläche der südlichen Frankenalb östlich von Denkendorf und der Bundesautobahn 9 und westlich der Bundesstraße 299. Nördlich an Winden vorbei führt die Staatsstraße 2392 in westlicher Richtung über Bitz nach Dörndorf und in östlicher Richtung nach Pondorf. Bei Winden zweigt die nach Wolfsbuch führende Kreisstraße EI 26 ab. Eine Gemeindeverbindungsstraße führt von Winden in südlicher Richtung nach Breitenhill.

## Geschichte
Winden entstand als Rodungsdorf im 10. Jahrhundert, als hier slawische „Wenden“ angesiedelt wurden. Die erste Erwähnung stammt von einer Urkunde, die zwischen 1100 und 1106 ausgestellt wurde. Die Kapelle zu Winden gehörte 1136/37 zur Urausstattung des Augustinerchorherrenstift Schamhaupten; 1183 bestätigte Bischof Kuno von Regensburg die Zugehörigkeit zu diesem Stift.
Winden gehört zu den 30 Orten im Landkreis Eichstätt, nach deren Ortsnamen sich Adelige benannt haben, ohne dass sich bisher in diesen Orten eine Burg nachweisen lässt.
1554 kam die heruntergekommene Propstei Schamhaupten und damit Winden unter weltliche Verwaltung; 1606/09 erhielt unter dem Bayernherzog Maximilian I. mit Bewilligung von Papst Paul V. die Universität Ingolstadt die Propsteieinkünfte.
Im neuen Königreich Bayern (1806) wurde Winden mit Neuses (bis 1924, dann zu Pondorf gehörend), Breitenhill und Megmannsdorf eine eigene Gemeinde. Die zwischenzeitlich gebildete Gemeinde Breitenhill mit Megmannsdorf ging am 1. April 1949 wieder in der Gemeinde Winden auf. 1954 bekam Winden ein neues Schulhaus; Winden und Breitenhill bildeten bis 1966 einen eigenen Schulsprengel.
Im Zuge der Gebietsreform in Bayern wechselte die Gemeinde Winden am 1. Juli 1972 vom zur Oberpfalz gehörenden Landkreis Riedenburg in den ehemals mittelfränkischen, nunmehr oberbayerischen Landkreis Eichstätt und wurde am 1. Juli 1977 in den Markt Altmannstein eingegliedert.
Um 1830 herum bestand das Kirchdorf Winden aus 13 Häusern. 1876 zählte man in Winden 92 Gebäude, 31 Pferde und 104 Stück Rindvieh. 1961 standen in Winden 24 Wohngebäude. 1983 gab es in Winden acht landwirtschaftliche Vollerwerbs- und 14 Nebenerwerbsbetriebe sowie einen Zimmereibetrieb.
Im 19. Jahrhundert wurde bei Winden schwarzgraue Tonerde zur Herstellung von Hafnerwaren gewonnen; auch die frühere Steingutfabrik in Sandersdorf verwendete diese Tonerde.

## Katholische Kirche St. Wolfgang

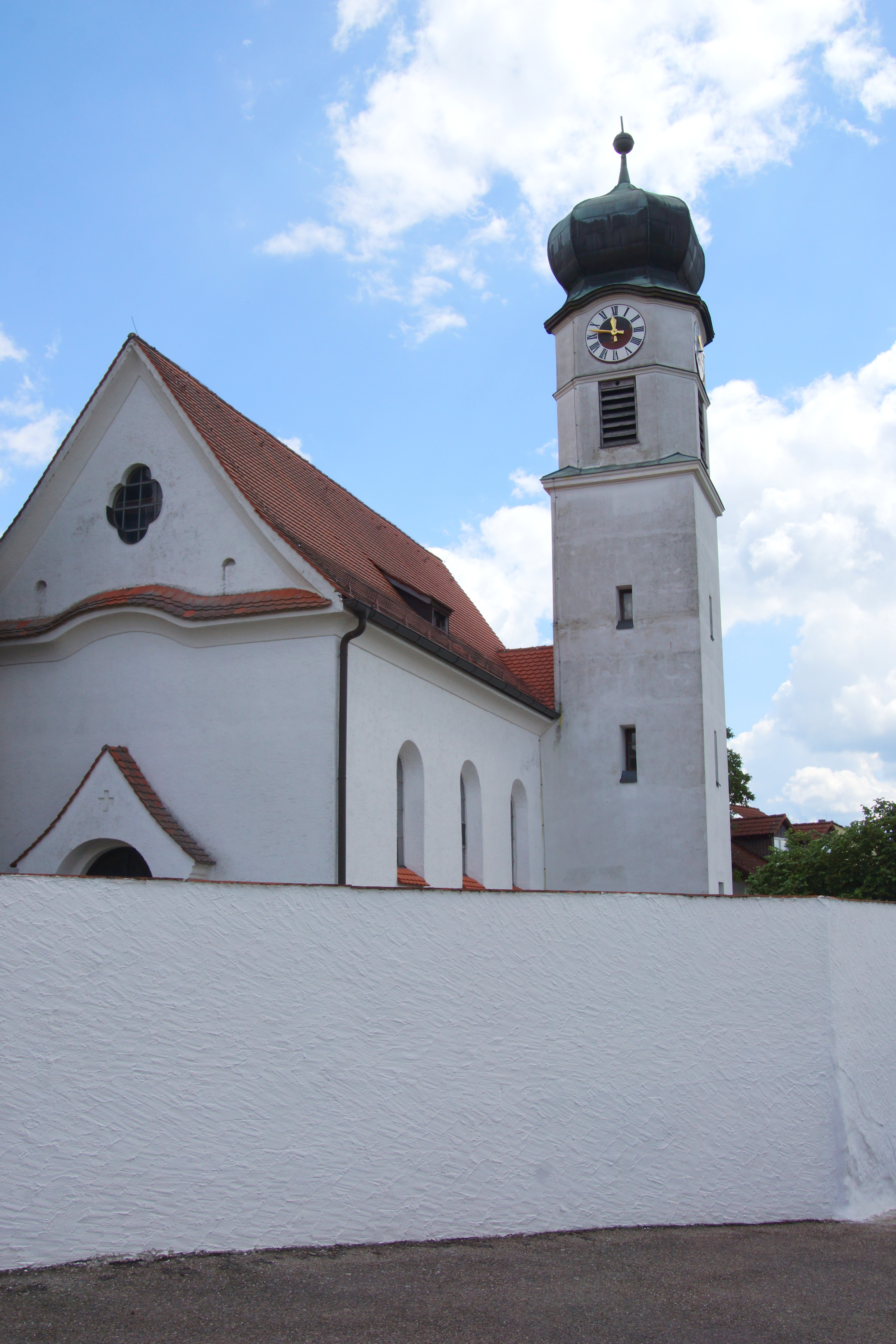
Katholische Filialkirche St. Wolfgang

Die Nebenkirche von Pondorf ist ein Bau des 17. Jahrhunderts, der 1913 erweitert wurde. Im Westen befindet sich ein Dachreiter mit Haube. Der viersäulige Hochaltar stammt aus der 2. Hälfte des 17. Jahrhunderts. Die Hochaltarfiguren, eine Marienfigur in der Mitte, eine Figur des hl. Wolfgangs links und des hl. Jakobus des Älteren rechts, sind dem frühen 16. Jahrhundert zuzurechnen. Die Glocke wurde 1795 von Michael Dival in Stadtamhof gegossen.

## Einwohnerentwicklung
- 1832: 060[18]
- 1860: 134[19]
- 1871: 115[20]
- 1912: 183[21]
- 1961: 149[13]
- 1972: 143[22]
- 2013: 134[23]
- 2021: 126[24]

## Vereine
- Freiwillige Feuerwehr Winden[25]
- Fischereiverein[26]